# Lalibela (stad)
Lalibela is een stad in het noorden van Ethiopië, in de zone Semien Wollo van de regio Amhara, met 15.363 inwoners (2007). In de 13e eeuw was het de hoofdstad van het Ethiopische rijk en na Aksum is het tot op de dag van vandaag de belangrijkste heilige plaats in het land.
Koning Lalibela van Ethiopië werd er in de tweede helft van de 12e eeuw geboren. Het was toen nog een dorp, Roha geheten, niet ver gelegen van de hoofdstad Adefa. Na een bezoek aan Jeruzalem liet hij er de rotskerken van Lalibela bouwen, in 1978 uitgeroepen tot Werelderfgoed.
Tijdens de Oorlog in Tigray viel de stad in handen van, afwisselend, de TPLF-rebellen en het regeringsleger.
Labibela is een partnerstad van de Belgische stad  Peer.